# Перетворення кривини
Перетворення кривини — відображення {\displaystyle R(X,\;Y)} простору векторних полів на многовиді {\displaystyle M}, що лінійно залежить від пари векторних полів {\displaystyle X} і {\displaystyle Y} на {\displaystyle M}, яке задається формулою:
{\displaystyle R(X,\;Y)Z=\nabla _{X}\nabla _{Y}Z-\nabla _{Y}\nabla _{X}Z-\nabla _{[X,\;Y]}Z,}
де {\displaystyle \nabla } — коваріантна похідна, а {\displaystyle [*,\;*]} — дужки Лі.